# Comuna Plovdiv, Plovdiv
Plovdiv (în bulgară Пловдив) este o comună în regiunea Plovdiv, Bulgaria, formată din orașul Plovdiv. 

## Demografie
Componența etnică a comunei Plovdiv
     Romi (2,79%)
     Turci (4,74%)
     Bulgari (82,15%)
     Nicio identificare (9,39%)
     Altele (0,91%)
La recensământul din 2011, populația comunei Plovdiv era de 338.153 locuitori. Din punct de vedere etnic, majoritatea locuitorilor (82,15%) erau bulgari, existând și minorități de turci (4,74%) și romi (2,79%). Pentru 9,39% din locuitori nu este cunoscută apartenența etnică.